# Gulnara Gabelia
Gulnara Gabelia es una futbolista georgiana que juega como delantera en el BIIK Kazygurt.
En Georgia ha jugado en el Norchi Dinamoeli. Posteriormente fichó por el BIIK Kazygurt kazajo. Ha jugado la Champions League con ambos equipos, y también juega con la selección georgiana.